# Ramón Mauricio García Prieto Giralt
Ramón Mauricio García Prieto Giralt (1962 - San Salvador, El Salvador, 10 de junio de 1994) fue un empresario salvadoreño; hijo de José Mauricio García Prieto Hirlemann y Gloria Giralt de García Prieto, quien fue asesinado el 10 de junio de 1994. Su caso adquirió mucha importancia debido a la violación de los derechos humanos que implicó su asesinato y porque las investigaciones llevadas a cabo por las autoridades judiciales, fiscales y policiales se vieron viciadas por graves omisiones, e incluso por deliberadas obstrucciones de justicia.